# Spheromak

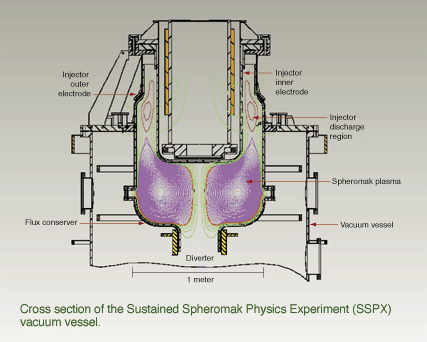
Schema del Sustained Spheromak Physics Experiment (SSPX)

Lo spheromak è una configurazione del campo magnetico in cui la componente toroidale e quella poloidale hanno la stessa intensità. Lo spheromak è impiegato nell'ambito della ricerca sui reattori nucleari a fusione a confinamento magnetico, in questa modalità è possibile mantenere il plasma di fusione in equilibrio magnetoidrodinamico.
La stabilizzazione del campo magnetico è largamente autogenerata attraverso le correnti del plasma arrivando a un plasma stabile e tipicamente toroidale. Il termine spheromak è anche usato per riferirsi alla configurazione stessa del plasma.
Un dispositivo spheromak è, come per la configurazione a campo invertito, considerato un tipo di toroide compatta. A differenza dei tokamak e degli stellarator, i dispositivi di questo tipo hanno un design più semplice e richiedono un solo set di bobine magnetiche.